# 七谷明日香
七谷 明日香（ななたに あすか、1983年3月7日 - ）は、日本の女優、タレント、元レースクイーンである。愛知県出身オリオンズベルト所属。愛称は、あすかル。

## 来歴・人物
- 趣味：ゴルフ、旅行、スポーツ観戦
- 特技：乗馬
- 2007年、SUPER GT「EPSON・NAKAJIMA RACING」レースクイーンとしてデビュー。
- 2008年、所属事務所をネットアージュからオリオンズベルトに移籍。
- 2008年4月〜2012年9月「学校では教えてくれないそこんトコロ!」(テレビ東京) - レギュラーアシスタント
- 2013年8月、「認定ベビーシッター」及び「認定チャイルドマインダー」資格取得。

## 出演

### テレビドラマ
- セクシーボイスアンドロボ 第4話（2007年5月、日本テレビ系ドラマ) - ラウンドガール 役
- 春さらば〜おばあちゃん 天国に財布はいらないよ・介護詐欺女vsしたたか老人の逆襲!金がなくても幸せなんて嘘?（2009年3月25日、テレビ東京）
- ルビコンの決断（2008年、2009年、2010年、テレビ東京）
- 幸せになろうよ（2011年、フジテレビ）
- シマシマ（2011年5月14日、TBS） - 若者女性 役
- 土曜ワイド劇場
  - 再捜査刑事 片岡悠介2（2011年6月25日、テレビ朝日） - ホステス 役
  - おとり捜査官・北見志穂16（2012年6月9日、テレビ朝日） - サポーター 役
- 奥様は、取り扱い注意（2017年10月25日、日本テレビ）　- 村井役
- 妻、小学生になる。 第2話（2022年1月28日、TBS）

### バラエティ
- ゴールデンスロット（2006年、千葉テレビ他）
- 最強運芸能人決定戦。（フジテレビ系） - 2006年アシスタント
- 所さんの学校では教えてくれないそこんトコロ!（2008年4月-2012年9月、テレビ東京系） - アシスタント、リポーター
- オールスター感謝祭（2008年秋、2009年春、2010年春、2010年秋、TBS） - アシスタント
- ホンネの殿堂〜紳助にはわかるまい！（2009年 - 2010年、TBS） - 再現VTR
- ザ！世界仰天ニュース（2009年、日本テレビ） - ナース 役
- 爆笑問題〜いきすぎ規則委員会〜（2010年4月18日、テレビ朝日） - 再現VTR 中澤裕子 役・OL 役
- 踊る!さんま御殿!!（2010年、2012年、日本テレビ） - 再現VTR
- 魔女達の22時（2010年2月9日、日本テレビ） - 再現VTR 女子大生役
- シルシルミシルさんデー取材班 日曜日に調べすぎSP（2010年8月8日、テレビ朝日） - アシスタント
- とんねるずのみなさんのおかげでした（2010年9月30日、フジテレビ） - ゴルフアシスタント
- しあわせの素（2011年6月2日、フジテレビ） - 再現VTR 内田恭子 役
- ブラマヨ衝撃ファイル！世界のコワーイ女たち（2011年、TBS） - 再現VTR 松本明子 役・北陽 虻川美穂子 役
- たけしの健康エンターテインメント!みんなの家庭の医学（2011年6月7日、テレビ朝日） - 再現VTR ナース 役
- 世紀のワイドショー！ザ・今夜はヒストリー「大奥リニューアルオープン」（2011年7月18日、TBS） - 奥女中・町娘 役
- ためしてガッテン（2011年8月3日、NHK） - 実験VTR
- 逃走中20 2012〜大江戸シンデレラ〜（2012年1月8日、フジテレビ） - 町娘・町民 役
- 土曜プレミアム・たけしの日本人白書（2012年2月25日、フジテレビ） - 若奥様 役
- 行列のできる法律相談所（2012年、日本テレビ） - ギャル曽根、北斗晶 役
- サタネプ☆ベストテン！芸能界IQナンバー1決定戦（2012年8月4日、TBS） - アシスタント
- 総合診療医 ドクターGスペシャル「航空機内の患者を救え！」（2015年5月1日、NHK） - CA 役

### 映画
- ごくせんTHE MOVIE（2009年7月11日） - レポーター 役
- 猿ロックTHE MOVIE（2010年2月21日） - インストラクター 役

### CM
- サントリー・ザ・ストレート（2009年）
- ANA（2009年） - 乗客 役
- パチンコZENT（2010年）
- リクルート情報誌SUUMO（2010年） - 若奥様 役
- 大阪ガス（2010年） - 観客人
- ハウス食品 ウコンの力「飲むぞ編」（2011年）
- BIG（2012年） - 花嫁 役
- オロナミンC「結婚式の友情編」（2012年） - 新婦友人 役
- デリカD:5 「PLAY THE NATURE!」篇（2015年）
- 鴨川シーワールド（2016・2017年）

### ネット配信
- いちかわインターネット放送局 前編〈魅力発信！みんな集まれいちかわPR会議〉（2016年）
- いちかわインターネット放送局 後編〈私の好きな市川 by市川市事業キャラクター〉（2016年）
- 「ウブドの森」「犬のお宿」「犬の駅」（2017年）
- マースガーデンウッド御殿場　公式イメージムービー（2017年）

## レースクイーン等
- SUPER GT「EPSON・NAKAJIMA RACING」レースクイーン（2007年）
- NAPAC JAWAイメージガール（2007年）
- マーシャルキックボクシング（M・A）ラウンドガール（2007年）

## その他
- 雑誌「ヤングマシン」(2007年6月号、特別付録)
- 雑誌「横浜ウォーカー」(2009年 No.12)
- 雑誌「anan」(2010年10月6日号)
- WEB「クラシコ」